# Štěnovice
Štěnovice település Csehországban, a Dél-plzeňi járásban. Štěnovice Losiná, Čižice, Štěnovický Borek, Plzeň és Útušice településekkel határos. Lakosainak száma 2329 fő (2024. január 1.).

## Népesség
A település lakosságának változását az alábbi diagram mutatja:
| Lakosok száma | 809  | 1166 | 1227 | 1290 | 1157 | 1852 | 1986 | 2094 | 2225 | 2329 |
|               | 1869 | 1900 | 1921 | 1961 | 1980 | 2011 | 2016 | 2019 | 2021 | 2024 |